# جان کریسفلوسی
مایکل جان کریسفلوسی (انگلیسی: Michael John Kricfalusi؛ ‏ ‎/ˌkrɪsfəˈluːsi/‎؛ زادهٔ ۹ سپتامبر ۱۹۵۵) پویانما، صداپیشه، تهیه‌کننده تلویزیونی، نویسنده و کارگردان فیلم اهل کانادا است. وی از سال ۱۹۷۹ میلادی تاکنون مشغول فعالیت بوده‌است.
از فیلم‌ها یا مجموعه‌های تلویزیونی که وی در آن‌ها نقش داشته‌است، می‌توان به نمایش رن و استیمپی اشاره نمود.